# Klitschka
Klitschka (russisch Кли́чка) ist eine Siedlung städtischen Typs in der Region Transbaikalien in Russland mit 1786 Einwohnern (Stand 14. Oktober 2010).

## Geographie
Der Ort liegt etwa 360 km Luftlinie südöstlich der Regionshauptstadt Tschita und 40 km nördlich von Krasnokamensk im Bereich des dort gut 1200 m hohen Klitschkakammes (Klitschkinski chrebet). Er befindet sich einige Kilometer vom linken Ufer des Argun-Nebenflusses Uruljungui entfernt.
Klitschka gehört zum Rajon Priargunski und befindet sich etwa 80 km westlich von dessen Verwaltungszentrum Priargunsk. Es ist Sitz und einzige Ortschaft der Stadtgemeinde Klitschkinskoje gorodskoje posselenije. Die Siedlung besteht aus zwei, etwa 3 km voneinander entfernten Ortsteilen: dem nördlichen Klitschka-1 und dem südlichen Klitschka-2.

## Geschichte
Der Ort existierte bereits im 19. Jahrhundert. Im Zusammenhang mit der Errichtung eines Blei- und Zinkerzbergwerkes erhielt Klitschka 1952 den Status einer Siedlung städtischen Typs.
1994 wurden das Bergwerk und die zugehörige Anreicherungsfabrik geschlossen; in der Nähe wird weiterhin Flussspat abgebaut.

### Bevölkerungsentwicklung
| Jahr | Einwohner |
| ---- | --------- |
| 1902 | 1546      |
| 1959 | 7196      |
| 1970 | 5483      |
| 1979 | 4561      |
| 1989 | 4412      |
| 2002 | 2628      |
| 2010 | 1786      |

Anmerkung: ab 1959 Volkszählungsdaten

## Verkehr
8 km südwestlich von Klitschka befindet sich die Bahnstation Marguzek an der Strecke Charanor – Priargunsk, die Anfang der 1950er-Jahre zunächst als Schmalspurbahn (Spurweite 750 mm) errichtet und Anfang der 1970er-Jahre auf russische Breitspur umgebaut wurde.
Straßenanschluss besteht nach Norden über die Regionalstraße 76K-006 zum 46 km entfernten Sawwo-Borsja an der 76A-011 (früher R430), die Borsja an der Fernstraße A350 mit Iwanowka bei Nertschinski Sawod verbindet. In östlicher Richtung führt die 76K-113 in Richtung Priargunsk.